# Peter Praet
Ne doit pas être confondu avec Peter Pratt.
Pour les articles homonymes, voir Praet.
Peter Praet, né à Herchen (Rhénanie-du-Nord-Westphalie, Allemagne) le 20 janvier 1949, est un économiste belge et ancien chef économiste de la Banque centrale européenne.

## Biographie

### Études et parcours professionnel
De père belge et de mère allemande, Peter Praet décide de faire des études d'économie à l’Université libre de Bruxelles.
Après un doctorat, il commence sa carrière comme économiste au Fonds monétaire international de 1978 à 1980. Puis il revient enseigner à son université d’origine jusqu'en 1987.
Il part ensuite dans le secteur privé : de 1988 à 1999, il est économiste en chef à la Générale de Banque et chez Fortis Banque. Après un bref passage comme chef de cabinet du ministre belge des Finances, Didier Reynders, entre 1999 et 2000, il se tourne vers la politique monétaire. Il est directeur à la Banque nationale de Belgique de 2000 à 2011 et est professeur de théorie monétaire à la Solvay Brussels School of Economics and Management. Il possède également des responsabilités à la CBFA pour la politique prudentielle des banques.

### Nomination à la BCE
Le 14 février 2011, il est choisi par les ministres des Finances de la zone euro pour intégrer le directoire de la Banque centrale européenne.
Il est nommé économiste en chef de la Banque centrale européenne en janvier 2012. Il succède ainsi à Otmar Issing (1998-2006) et Jürgen Stark (2006-2011). Il terminera son mandat le 31 mai 2019 en laissant sa place à Philip Lane.